# Segunda Revolução do Poder Popular
Segunda Revolução do Poder Popular (ou Segunda Revolução EDSA ou EDSA II) foi um protesto político de quatro dias, ocorrido entre 17 de janeiro a 20 de janeiro de 2001, que pacificamente derrubou o governo de Joseph Estrada, o décimo terceiro presidente das Filipinas. Estrada foi sucedido por sua vice-presidente Gloria Macapagal-Arroyo, que foi empossada no cargo pelo então presidente da Suprema Corte Hilario Davide, Jr. por volta do meio-dia em 20 de janeiro de 2001, várias horas antes de Estrada fugir do Palácio Malacañang.
EDSA é um acrônimo derivado de Epifanio de los Santos Avenue, a principal via que liga cinco cidades na Grande Manila, ou seja: Pasay, Makati, Mandaluyong, Quezon City e Caloocan.
Os defensores descrevem o EDSA II como "popular", mas críticos vêem a revolta como uma conspiração entre as elites políticas e empresariais, o alto escalão militar e o cardeal católico Jaime Sin. A reação internacional à revolta foi mista, com algumas nações estrangeiras, incluindo os Estados Unidos reconhecendo imediatamente a legitimidade da presidência de Arroyo, e analistas estrangeiros descrevendo-a como "uma derrota para o devido processo legal", "governo da multidão" e um "golpe de facto". 
A única forma de legitimar o evento foi a  decisão de último minuto da Suprema Corte no qual "o bem-estar das pessoas era a lei suprema". Mas nessa altura, as Forças Armadas das Filipinas já haviam retirado o apoio ao presidente, o que alguns analistas chamaram de inconstitucional, e a maioria dos analistas políticos estrangeiros concordaram com esta avaliação. William Overholt, um economista político baseado em Hong Kong, afirmou que "ou é o que está sendo chamado governo da multidão ou governo da multidão seria como uma fachada para um golpe bem planejado... mas de qualquer forma, não é democracia". Também deve-se notar que a opinião foi dividida durante o EDSA II sobre se Gloria Macapagal-Arroyo como vice-presidente em exercício deveria ser presidente se Joseph Estrada fosse deposto; muitos grupos que participaram do EDSA II declararam expressamente que não queriam Arroyo para presidente também, e alguns mais tarde iriam participar do EDSA III. A Constituição vigente das Filipinas exige que o Vice-Presidente das Filipinas, Arroyo na época, agisse como presidente interino somente no caso de falecimento, demissão ou incapacitação do presidente, e nenhum dos quais ocorreu durante o EDSA II.